# Чернова (Мінська область)
Чернова (біл. вёска Чарнава) — село в складі Червенського району Мінської області, Білорусь. Село підпорядковане Руднянській сільській раді, розташоване в центральній частині області.